# Virginie Pauc
Pour les articles homonymes, voir Pauc.
Virginie Pauc, née le 12 décembre 1972 à Paris, est une actrice française.

## Biographie

### Jeunesse & débuts
Virginie Pauc est née le 12 décembre 1972 à Paris.

### Carrière
Elle fait ses premières armes d'actrice à la télévision dans des téléfilms comme Le Grand Patron (2004), Sous le soleil et Père et Maire (2005), Les Cordier, juge et flic et Commissaire Moulin (2006), Ligne de feu (2007), La Main blanche, Virginie Mirbeau, dans la série télévisée Plus belle la vie.
Elle est également une comédienne de théâtre et elle tourne dans de nombreuses publicités nationales et internationales.

### Formations
- 1984-1989 : École de l'Opéra de Marseille
- Actors Studio - Formation avec Lisa Burckels (assistante de Lee Strasberg)
- American Foudation of Cinema and Theater (France)
- Actor's Studio - Formation avec Corinne Blue
- Actor's Studio - Formation avec Guilhème Dumas
- Compagnie d'Alvin Ailey avec formation Actor's Studio (États-Unis)[4]

## Filmographie

### Cinéma

#### Longs métrages
- 2005 Paris je t'aime de Emmanuel Benbihy et Claudie Ossard

#### Courts métrages
- Le Dernier Voyage de Nathalie Giraud : Lucie

### Télévision
- 1995 : Extrême Limite (Saison inconnue - Épisode 44 : Valet noir ) : Eva[5]
- 2003 : Le Grand Patron (Saison inconnue - Épisode 7 : Le Rachat) : Lucie Nordey[6],[7]
- 2004 : Les Cordier, juge et flic (Saison 11, Épisode 1 : La rançon) : Jackie[8],[7]
- 2005 : Sauveur Giordano (Saison 12 - Épisode 3 : Présumé Coupable)[9]
- 2005 : Sous le soleil (Saison 10 - Épisode 28 : La chance de ma vie ) : Mme Costa[10]
- 2006 : Commissaire Cordier (Saison 2 - Épisode 5 : Grain de sel) : médecin[11]
- 2006 : Commissaire Moulin (Saison 8 - Épisode 2 : Un coupable trop parfait)[12],[7] :
- 2006 : Commissaire Valence (Saison 1 - Épisode 7 : Double face) : Béatrice Sopel[13],[7]
- 2006 : Père et Maire (Saison 5 - Épisode 2 : Votez pour moi) : Florence[14],[7]
- 2008 : La Main blanche (Saison 1 - Épisode 1) : Dr Catherine Creuzot[15],[16]
- 2008 : Les Bougon (Saison 1 - Épisode 2 : Boulot, vibro, bobo) : vendeuse dans un magasin de lingerie[17],[7]
- 2008 - 2009 : Plus belle la vie : Virginie Mirbeau
- 2009 : Ligne de feu (Saison 1 - Épisode 1 : Au nom du père) : Carmen[18]
- 2009 : Section de recherches (Saison 4 - Épisode 7 : Morsures secrètes) : Gabrielle Eden[19],[20]
- 2011 : Les toqués (Saison 2 - Épisode 1 : Un nouveau départ) : Diane[21]

## Danse
- 1991-1992 : Glass Houses Alvin Maye Dance Company (Washington).
- 1992-1994 : Louisianne avec la Compagnie d'Alvin Ailey (New York)[22][réf. non conforme].

## Théâtre
- 1999 : Grain de ciel d'Yves Penet, mise en scène de Sarah Eigerman avec Melissa Mars[23].
- Saison 2000-2001 : Les affaires sont les affaires d'Octave Mirbeau, mise en scène de Nicole Merouze ex-sociétaire de la Comédie-Française au Théâtre du Hameau[22].

## Discographie
Virginie Pauc, qui a appris le piano dès l'âge de huit ans, enregistre en 2011 un premier album avec le frère de Seal,.